# Puritalia Berlinetta
La Puritalia Berlinetta est une voiture de grand tourisme, hybride, du constructeur automobile italien Puritalia Automobili. Présentée au Salon de l'automobile de Genève de 2019, c'est la première voiture produite par l'entreprise. Sa ligne rappelle les voitures de grand tourisme classiques produites dans les années 1960.

## Spécifications

### Transmission
Le moteur est couplé à une boîte manuelle automatisée à 7 rapports qui gère la puissance combinée du groupe motopropulseur. Le changement de vitesse est commandé par deux palettes montées sur la colonne de direction.

### Batterie
La voiture est équipée de deux batteries lithium-fer-phosphate de 5,2 kWh logées sous le coffre et derrière les sièges. Les batteries permettent à la voiture d'avoir une autonomie électrique de 20 km avec un temps de charge de 3 heures, via un chargeur de 700 volts fourni avec la voiture.

### Châssis
Le châssis de la Berlinetta est constitué d'une monocoque en fibre de carbone couplée à un sous-châssis en aluminium à l'avant et à l'arrière. La carrosserie est entièrement réalisée en fibre de carbone.

### Suspensions, freins et pneus
La Berlinetta est équipée de jantes en alliage forgé de 19 pouces, chaussées de pneus mesurant 285/30 à l'avant et 335/20 à l'arrière. Les freins AP Racing sont dotés de disques en acier mesurant 380 mm (15 pouces) à l'avant et à l'arrière avec des étriers à six pistons à l'avant et à quatre pistons à l'arrière. Des freins en carbone-céramique sont disponibles en option.

### Intérieur

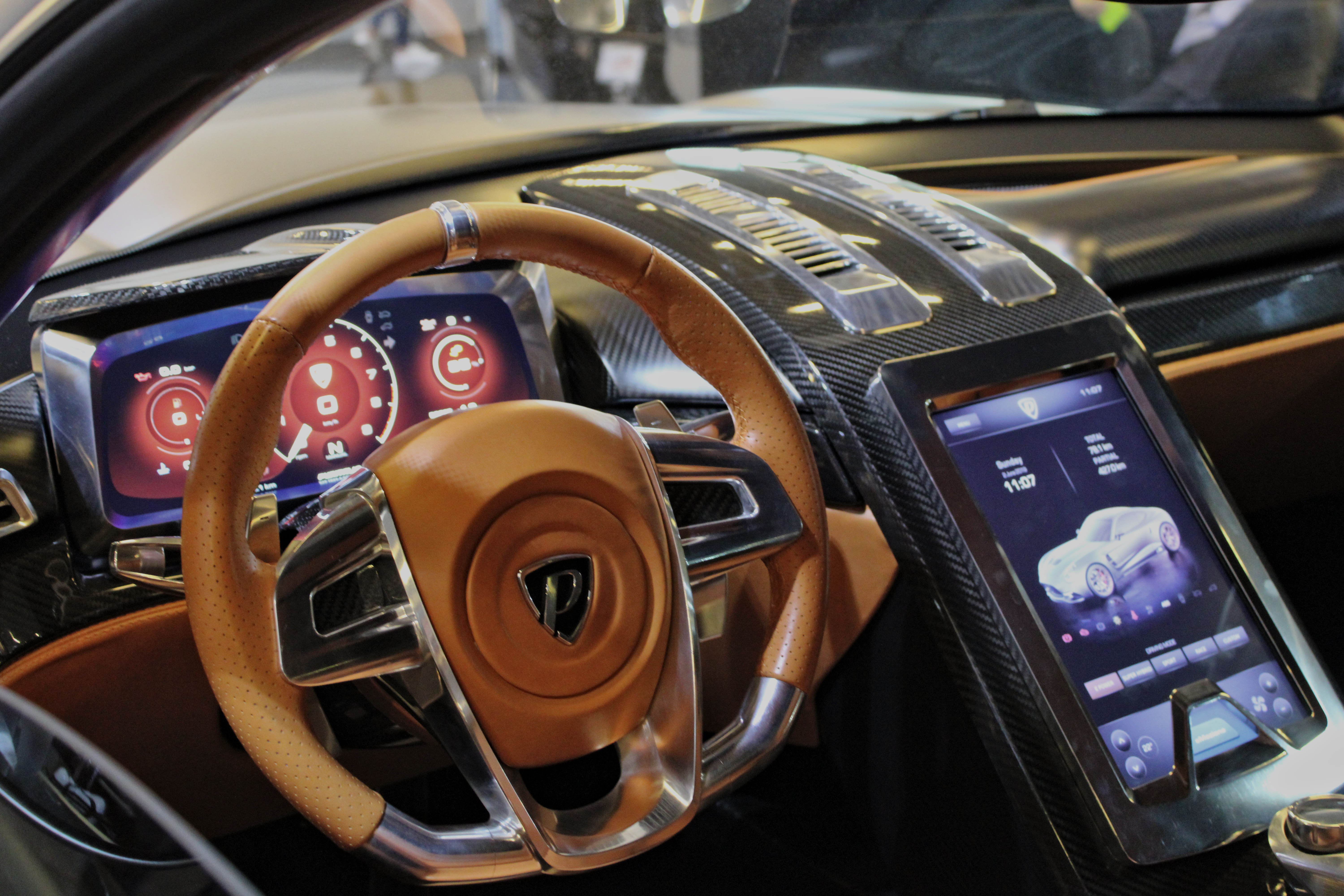
Vue de l'intérieur

L'intérieur de la voiture est doté d'une sellerie en cuir et d'un écran tactile central de 12,3 pouces au lieu des boutons et leviers classiques. L'écran tactile contrôle la plupart des fonctions de la voiture et un écran dédié derrière le volant affiche des données vitales pour le conducteur. Le système hybride de la voiture, appelé Purhydrive, est contrôlé par une intelligence artificielle via un logiciel spécialisé. La voiture affiche en temps réel des données sur la météo, l'état des routes et le trafic routier.
La voiture dispose de trois modes de conduite, Corsa, Sport et e Power, ce dernier faisant fonctionner la voiture uniquement sur le moteur électrique. Par ailleurs, un interrupteur spécial situé au volant, appelé eMozione, permet d'augmenter temporairement le couple du moteur.